# Церковь Тихвинской иконы Божией Матери (Сукромны)
Церковь Тихвинской иконы Божией Матери — четырёхпрестольный православный храм в селе Сукромны Тверской области. Входит в список объектов историко-культурного наследия Тверской области
.

## История церкви
Строительство церкви начато примерно в 1779 году — окончено в 1800 году. В советское время была закрыта с конца 1930-х годов по 1944 год.

## Описание церкви
Главный (холодный летний) освящён в честь иконы Божией Матери «Тихвинская». Справа от главного алтаря — придел с престолом, посвящённый святителю Николаю. Зимняя церковь располагается сразу при входе в храм с левой стороны. Это самая древняя часть всего храмового комплекса. Престол освящён в честь св. мч. Параскевы. Сразу при входе располагается тёплый храм, освящённый в честь иконы Божией Матери «Всех скорбящих Радость» (построен по обету — в память об избавлении от моровой язвы в 1833 г.

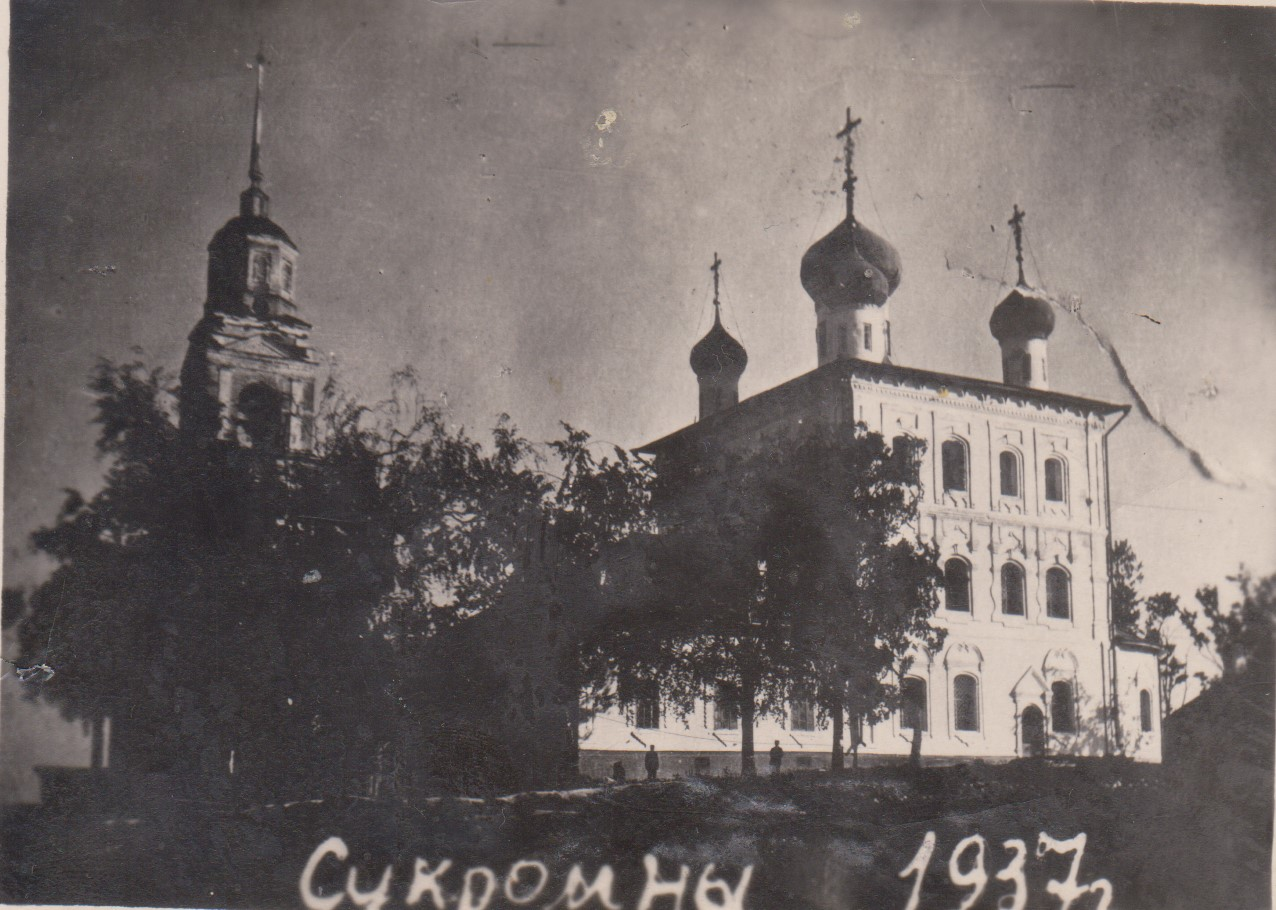
Храм в 1937 году

Росписи в храме хорошо сохранились. В летнем храме — росписи в стиле провинциального барокко (1830—1840 гг.), образцом для которых возможно, послужили гравюры Библии Килиана (1758).
Иконостас церкви выполнен ярославскими резчиками по дереву по образцу иконостаса Зачатиевского собора Спасо-Яковлевского монастыря.
Древние иконы, сохранившиеся пока был жив настоятель о. Алексий Зайцев, после его смерти были украдены. Тогда же была утрачена плащаница времён Бориса Годунова.